# Oxycoryphe
Oxycoryphe is een geslacht van vliesvleugeligen uit de familie bronswespen (Chalcididae). De wetenschappelijke naam van dit geslacht is voor het eerst geldig gepubliceerd in 1894 door Kriechbaumer.

## Soorten
Het geslacht Oxycoryphe omvat de volgende soorten:
- Oxycoryphe acuta Boucek, 1988
- Oxycoryphe bidens Boucek, 1988
- Oxycoryphe edax (Waterston, 1916)
- Oxycoryphe edentata Narendran, 1989
- Oxycoryphe glabrum Narendran, 1989
- Oxycoryphe komui Narendran, 1989
- Oxycoryphe maculipennis (Masi, 1932)
- Oxycoryphe narendrani Sheela & Ghosh, 2004
- Oxycoryphe nitida (Cameron, 1911)
- Oxycoryphe padmasenani Narendran, 1989
- Oxycoryphe scutellatus Narendran, 1989
- Oxycoryphe subaenea Kriechbaumer, 1894
- Oxycoryphe sumodani Narendran, 1989
- Oxycoryphe tenax Narendran, 1989
- Oxycoryphe thresiae Narendran, 1989